# Galen
Aelije Galen ili Klaudije Galen (129. – 200. n. e.), poznatiji kao Galen iz Pergama (grčki: Γαληνός, Galēnos), bio je istaknut rimski liječnik i filozof grčkog podrijetla i vjerojatno najveći medicinski znanstvenik rimskog razdoblja. 

## Utjecaj
Njegove su teorije imale velik utjecaj na zapadnjačku medicinu duže od jednog tisućljeća. Njegov opis medicinske anatomije zasnivao se na majmunima, jer razudba ljudi nije bila dopuštena u njegovo doba, ali ništa ga nije nadmašilo sve do tiskanih opisa i ilustracija ljudske razudbe koje je napravio Andreas Vesalius 1543.  Galenov opis rada srca, arterija i vena održao se sve do 1628., kad je William Harvey opisao krvotok gdje je srce pogonska pumpa. U 19. stoljeću, studenti medicine još su čitali Galena da nauče neke pojmove. Galen je izvršio mnoge pokuse s podvezivanjem živaca da potkrijepi teoriju, koja stoji i danas, da mozak upravlja svim pokretima mišića putem središnjeg i perifernog živčanog sustava. Galen je napisao djelo naslovljeno "O tome da je najbolji liječnik ujedno i filozof", kakvim je smatrao i sebe, što znači da je liječničku praksu utemeljio u teoretski čvrstom znanju odnosno "filozofiji", kako se tada zvalo. Galen se jako zanimao za spor između liječničkih škola racionalizma i empirizma, a njegova primjena izravnog promatranja, razudbe i vivisekcije u liječničkoj obuci te kao temelj za liječničku praksu može se smatrati kombinacijom oba pristupa i krčenjem složenijeg, istančanijeg srednjeg puta koji izbjegava nevolje svakog od njih pojedinačno.